# Karacakılavuz, Tekirdağ
Karacakılavuz là một thị trấn thuộc thành phố Tekirdağ, tỉnh Tekirdağ, Thổ Nhĩ Kỳ. Dân số thời điểm năm 2011 là 3.204 người.